# Bad Gastein
Bad Gastein (Pongaus: Gostoâ) is een vakantiebestemming en kuurplaats in Oostenrijk, in het Gasteinertal, in het Salzburgerland.
Het stadje ontleent zijn betekenis aan de radon bevattende bronnen, waar de groten der aarde al meer dan honderd jaar op afkomen. Het water uit de bronnen wordt gebruikt in baden en wordt (in beperkte mate) ook gedronken. Er wordt een heilzame werking bij de behandeling en eventuele genezing van diverse ziekten aan toegeschreven, in het bijzonder reumatische aandoeningen en stofwisselingsziekten. De gezondheidseffecten van het licht radioactieve radon worden echter betwijfeld door de meeste radiologen.
Een van de bekende (vaste) bezoekers van Bad Gastein uit het verleden was keizerin Elisabeth van Oostenrijk-Hongarije ("Sisi"). Zij logeerde in de villa 'Helenenburg', die tegenwoordig verbouwd is tot hotel. Haar echtgenoot keizer Franz Josef bezocht haar daar regelmatig. Ook de sjah van Perzië (het tegenwoordige Iran) was een vaak geziene gast in Bad Gastein. Verder heeft bijvoorbeeld de Oostenrijkse componist Franz Schubert Bad Gastein bezocht en een aldaar geschreven kamermuziekwerk aan het stadje opgedragen. Dit werk is helaas verloren gegaan. Ook de walsenkoning Johann Strauss II bezocht het stadje en schreef er een wals Gedanken auf den Alpen. Dit werk is in 2004 door het plaatselijke Kurorchester op cd gezet.
Bad Gastein ontleent zijn bekendheid niet alleen aan de bronnen, maar zeker ook aan de waterval (zie afbeelding), waar het stadje als het ware omheen gebouwd is.
In 1958 zijn de Wereldkampioenschappen alpineskiën in Bad Gastein georganiseerd. Toen in de jaren zestig van de twintigste eeuw het toerisme naar Bad Gastein afnam, "sliep" het stadje enigszins "in". De grote hotels moesten sluiten of werden overgenomen en men bezon zich op mogelijkheden om het toerisme weer op gang te krijgen. Daartoe werden twee plannen tot uitvoering gebracht: In de eerste plaats werd op de locatie waar het (monumentale) 'Kurhaus' stond een congrescentrum opgetrokken, met ernaast een grote parkeergarage en in de tweede plaats werden mogelijkheden gezocht (en gevonden) om wintersportgasten aan te trekken.
Bad Gastein leefde door deze maatregelen vanaf de jaren tachtig / negentig van de twintigste eeuw weer op en begint weer betekenis te krijgen als toeristische bestemming.
Daarbij speelt zeker ook een rol dat ook in de andere plaatsen in het Gasteinertal (Bad Hofgastein en Dorfgastein) het toerisme op gang kwam.

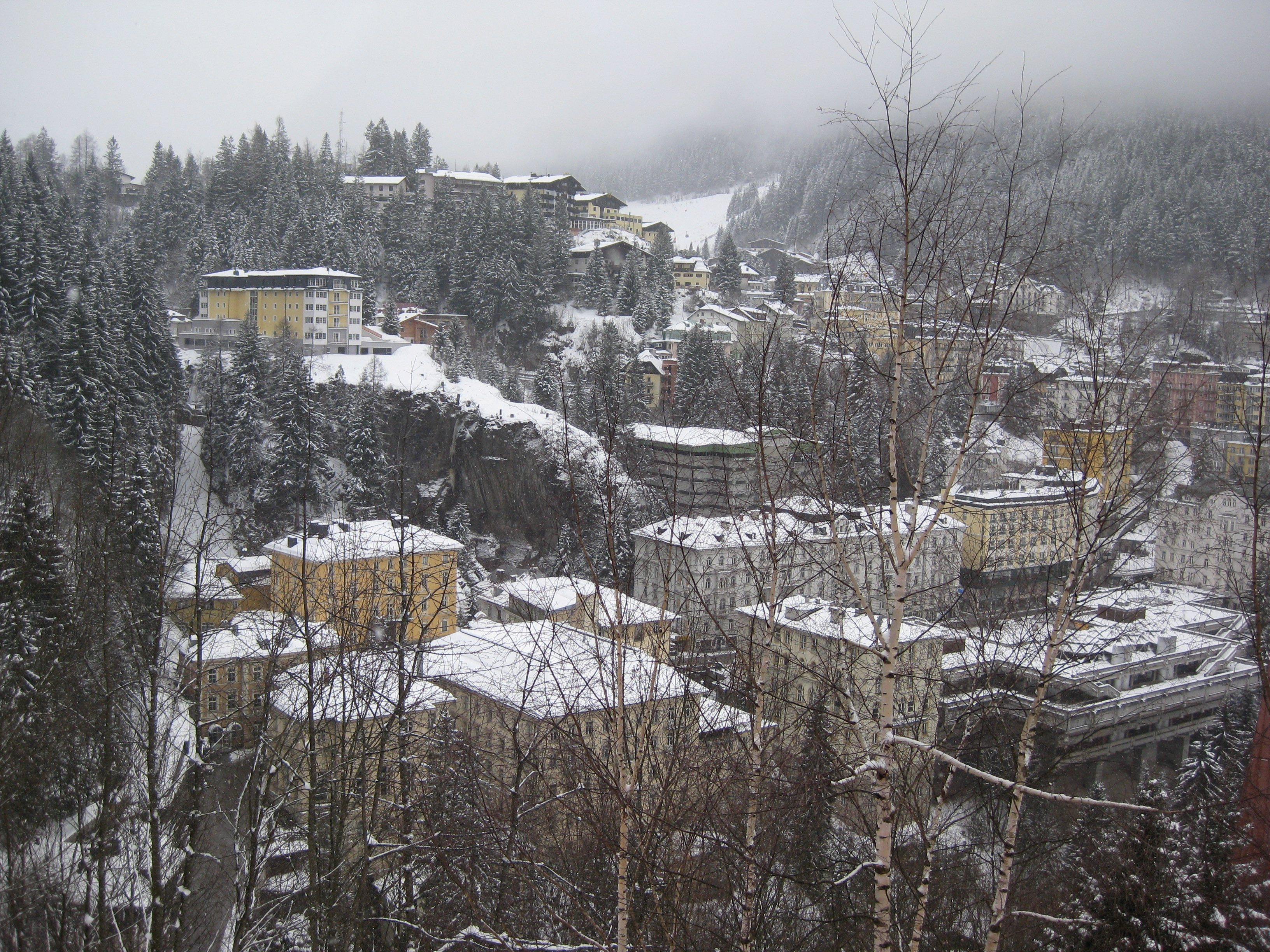
Bad Gastein in de winter

Altenmarkt im Pongau ·
Bad Gastein ·
Bad Hofgastein ·
Bischofshofen ·
Dorfgastein ·
Eben im Pongau ·
Filzmoos ·
Flachau ·
Forstau ·
Goldegg im Pongau ·
Großarl ·
Hüttau ·
Hüttschlag ·
Kleinarl ·
Mühlbach am Hochkönig ·
Pfarrwerfen ·
Radstadt ·
St. Johann im Pongau ·
St. Martin am Tennengebirge ·
St. Veit im Pongau ·
Schwarzach im Pongau ·
Untertauern ·
Wagrain ·
Werfen ·
Werfenweng
- Bibliothèque nationale de France: cb12285611z (data)
- Gemeinsame Normdatei: 4086227-6
- Library of Congress Control Number: n80098209
- Nationale Bibliotheek van Letland: 000322832
- National Archives and Records Administration: 10037938
- Nationale Bibliotheek van Tsjechië: ge604920
- Nationale Bibliotheek van Israël: 987007555067905171
- Virtual International Authority File: 133690512